# Xhome
Xhome（エックスホーム）は、APIプログラミングを統合したポータルサイト。
メジャーなサイトのコンテンツと検索エンジン・SNS（インターネットコミュニティ）が主なシステムとなっており、日本国産の複合ポータルサイトとして提供されている。2012年代にタブレットPCの普及に補い、1ページ内で殆どの事が行えることを目的に提供が行われたアプリケーションプログラミングインタフェースである。

## 沿革
- 当初はHomeTabとして運営されていたが、サービス内容の一新に補い名称及びドメインを変更している。
- 2012年2月7日にHomeTabとして開設された。
- 2012年6月4日からリニューアルされ、SNS機能などと連携され投稿などが利用可能となった。

## Xhome提供の主なシステム
複合ポータルサイトとして開発されたXhomeだが、様々なコンテンツを提供している。主なサービスは以下のようなものがある。
APIシステムを連携した複合型サイトを別名マッシュアップ
とも言う。
- コンテンツ - Google・Youtube・WikipediaのAPIプログラムを用いてのサービス
- SNS連携システム - Twitter・mixi・facebook・amebaとの連携サービス

## コンテンツ
- 検索メニュー - URLから、ウィルスチェック・Whois情報検索・ソース解析・翻訳など外部サービスの検索が行える。またジャンルごとに分けた形での検索が出来るようになっている。

検索できるジャンルは、ニュース、辞書、画像、動画、ブログ、掲示板、料理・レシピ、外食・飲食店とあり、連携しているサイトは50個ほど。
- 人気ワード - Google急上昇ワードのランキングTOP20が表示される。期間の指定と、世界各国のランキングをリアルタイムに抽出表示することが可能。
- YoutubeＴＶ - 特徴として、Youtubeの上位ランクに入っているチャンネルを選択して、連続で再生できる様になっている。チャンネル内からキーワードを検索し、関連する動画を連続再生できるのは、本家サイトには無い仕様。投稿された時間が何時間前かが分かる様になっており、登録チャンネルは100以上になる。
- Youtube検索 - Youtube動画を検索して、フィルタ機能での抽出ができる。またリピートと連続再生が出来るようになっている。
- 国際ニュース - Googleが収集している世界各国のニュースをジャンルごとに表示できる機能。翻訳はMicrosoft社が提供の翻訳APIを利用し訳されている。
- Googleマップ - Googleが提供する地図の検索と閲覧が可能
- カレンダー - Wikipediaのカレンダーとの連携で、「記念日」「出来事」「誕生日」の抽出と表示ができる。
- Googleマップ - Googleが提供する地図の検索と閲覧が可能

## SNS連携システム
- Twitter - フォロー中のタイムラインと投稿・返信機能[3]。
- mixiボイス - 友人ボイスのタイムラインを表示し、返信と投稿ができる。
- facebook - 友達のタイムラインと自分のウォールが取得でき返信・投稿が可能。
- amebaなう - amebaサイトにリンクして投稿のみできる。
- GoogleTODO - Googleが提供するカレンダーに組み込まれているTODOに投稿できる仕様。
- Twitter検索 - Twitterにログインせず、Twitterのつぶやきを簡易検索できる。